# Aşağışeyhli, İmranlı
Aşağışeyhli là một xã thuộc huyện İmranlı, tỉnh Sivas, Thổ Nhĩ Kỳ. Dân số thời điểm năm 2011 là 13 người.